# كامبياس
بلدية كامبياس (بالإسبانية: Campellas) هي بلدية تقع في مقاطعة جرندة التابعة لمنطقة كتالونيا شمال شرق إسبانيا.

## الديموغرافيا
بلغ عدد سكان بلدية كامبياس 136 نسمة عام 2011 (وفقاً للمعهد الوطني الإسباني للإحصاء).
| 127 | 117 | 128 | 114 | 111 | 125 | 136 |